# Giovanni IV d'Asburgo-Laufenburg

Stemma dei Laufenburg con il leone degli Asburgo.

Giovanni IV d'Asburgo-Laufenburg (Laufenburg, 1355 – Burg Balm, 18 maggio 1408) è stato un nobile tedesco ed ultimo esponente della casa d'Asburgo-Laufenburg, langravio di Klettgau, signore di Laufenburg e Rheinau, signore di Krenkingen dal 1398, poi Rotenberg.

## Biografia
Chiamato anche il buon conte Hänsli, era figlio di Rodolfo IV d'Asburgo-Laufenburg e di Elisabetta Gonzaga.
Il 27 aprile 1386 vendette Laufenburg e la sua tenuta al cugino duca Leopoldo d'Austria per 12.000 fiorini.
Dopo la sua morte nel 1408, i suoi beni pervennero dall'erede Ursula, che sposò Rodolfo III di Sulz.

## Discendenza
Giovanni IV si sposò con la contessa Agnes di [Hohen-] Landenberg-Greifensee ed ebbero tre figli:
- Ursula (?-1460), erede del Landgraviato di Klettgau, sposò nel 1408 Rodolfo III di Sulz;
- Agnese, sposò nel 1408 Donato dei conti di Toggenburgo;
- figlia (?-1451), sposò verso il 1400 Massimiliano Rappoltstein.

Giovanni IV ebbe anche un figlio illegittimo, Mauritz.

## Ascendenza
|                                  |                 |                           | Genitori                  |  |  | Nonni |  |  | Bisnonni                         |  |  | Trisnonni                       |  |
|                                  |                 |                           |                           |  |  |       |  |  | Rodolfo III d'Asburgo-Laufenburg |  |  | Goffredo I d'Asburgo-Laufenburg |  |
|                                  |                 |                           |                           |  |  |       |  |  | Rodolfo III d'Asburgo-Laufenburg |  |  | Goffredo I d'Asburgo-Laufenburg |  |
|                                  |                 | Adelaide di Urach         |                           |  |  |       |  |  | Rodolfo III d'Asburgo-Laufenburg |  |  |                                 |  |
| Giovanni I d'Asburgo-Laufenburg  |                 |                           |                           |  |  |       |  |  | Rodolfo III d'Asburgo-Laufenburg |  |  |                                 |  |
|                                  |                 | Elisabetta di Rapperswil  | Rodolfo IV di Rapperswil  |  |  |       |  |  |                                  |  |  |                                 |  |
|                                  |                 | Elisabetta di Rapperswil  | Rodolfo IV di Rapperswil  |  |  |       |  |  |                                  |  |  |                                 |  |
|                                  |                 | Elisabetta di Rapperswil  | Matilde di Neifen         |  |  |       |  |  |                                  |  |  |                                 |  |
| Rodolfo IV d'Asburgo-Laufenburg  |                 | Elisabetta di Rapperswil  |                           |  |  |       |  |  |                                  |  |  |                                 |  |
|                                  |                 | Sigismondo di Werd        | Giovanni di Werd          |  |  |       |  |  |                                  |  |  |                                 |  |
|                                  |                 | Sigismondo di Werd        | Giovanni di Werd          |  |  |       |  |  |                                  |  |  |                                 |  |
|                                  |                 | Sigismondo di Werd        | Agnese di Lichtenberg     |  |  |       |  |  |                                  |  |  |                                 |  |
| Agnese di Werd                   |                 | Sigismondo di Werd        |                           |  |  |       |  |  |                                  |  |  |                                 |  |
|                                  |                 | Adelaide                  | …                         |  |  |       |  |  |                                  |  |  |                                 |  |
|                                  |                 | Adelaide                  | …                         |  |  |       |  |  |                                  |  |  |                                 |  |
|                                  |                 | Adelaide                  | …                         |  |  |       |  |  |                                  |  |  |                                 |  |
| Giovanni IV d'Asburgo-Laufenburg |                 | Adelaide                  |                           |  |  |       |  |  |                                  |  |  |                                 |  |
|                                  | Luigi I Gonzaga | Guido Corradi             |                           |  |  |       |  |  |                                  |  |  |                                 |  |
|                                  | Luigi I Gonzaga | Guido Corradi             |                           |  |  |       |  |  |                                  |  |  |                                 |  |
|                                  | Luigi I Gonzaga | Estrambina di San Martino |                           |  |  |       |  |  |                                  |  |  |                                 |  |
| Filippino Gonzaga                | Luigi I Gonzaga |                           |                           |  |  |       |  |  |                                  |  |  |                                 |  |
|                                  |                 | Richilda Ramberti         | Ramberto Ramberti         |  |  |       |  |  |                                  |  |  |                                 |  |
|                                  |                 | Richilda Ramberti         | Ramberto Ramberti         |  |  |       |  |  |                                  |  |  |                                 |  |
|                                  |                 | Richilda Ramberti         | Margherita dei Lavellongo |  |  |       |  |  |                                  |  |  |                                 |  |
| Elisabetta Gonzaga               |                 | Richilda Ramberti         |                           |  |  |       |  |  |                                  |  |  |                                 |  |
|                                  |                 | Nicolò da Dovara          | …                         |  |  |       |  |  |                                  |  |  |                                 |  |
|                                  |                 | Nicolò da Dovara          | …                         |  |  |       |  |  |                                  |  |  |                                 |  |
|                                  |                 | Nicolò da Dovara          | …                         |  |  |       |  |  |                                  |  |  |                                 |  |
| Anna Dovara                      |                 | Nicolò da Dovara          |                           |  |  |       |  |  |                                  |  |  |                                 |  |
|                                  |                 | …                         | …                         |  |  |       |  |  |                                  |  |  |                                 |  |
|                                  |                 | …                         | …                         |  |  |       |  |  |                                  |  |  |                                 |  |
|                                  |                 | …                         | …                         |  |  |       |  |  |                                  |  |  |                                 |  |
|                                  |                 | …                         |                           |  |  |       |  |  |                                  |  |  |                                 |  |